# Замек-Бежґловський
Замек-Бежґловський (пол. Zamek Bierzgłowski) — село в Польщі, у гміні Луб'янка Торунського повіту Куявсько-Поморського воєводства.
Населення — 481 особа (2011).
У 1975-1998 роках село належало до Торунського воєводства.

## Демографія
Демографічна структура станом на 31 березня 2011 року:
|          | Загалом | Допрацездатний вік | Працездатний вік | Постпрацездатний вік |
| -------- | ------- | ------------------ | ---------------- | -------------------- |
| Чоловіки | 226     | 55                 | 155              | 16                   |
| Жінки    | 255     | 55                 | 157              | 43                   |
| Разом    | 481     | 110                | 312              | 59                   |